# Tetragonochora tarsalis
Tetragonochora tarsalis là một loài tò vò trong họ Ichneumonidae.